# Gabriel Leiva Rojas
Gabriel Fernando Leiva Rojas (* 27. srpna 1994, Turrialba, Kostarika, zkráceně znám jako Gabriel Leiva) je kostarický fotbalový záložník a mládežnický reprezentant, který od roku 2013 hraje za kostarický klub CS Cartaginés. Hraje na postu ofensivního středopolaře.

## Klubová kariéra
Gabriel Leiva začínal v profesionálním fotbale v kostarickém celku Deportivo Saprissa. V roce 2012 odešel do argentinského celku CA River Plate, kde hrál za rezervní tým. V roce 2013 se vrátil do Kostariky do klubu CS Cartaginés, s nímž vyhrál v roce 2014 kostarický fotbalový pohár (Torneo de Copa de Costa Rica).
V srpnu 2014 byl společně s krajanem Juanem Pablem Vargasem Camposem na testech v moravském prvoligovém klubu 1. FC Slovácko.

## Reprezentační kariéra
Gabriel Leiva reprezentuje Kostariku v mládežnických týmech (U20).